# Piratenmassaker
Piratenmassaker ist ein deutscher Direct-to-Video Splatter-Piratenfilm aus dem Jahr 2000.

## Handlung
Ein mysteriöser Mönch lässt sich von Piraten auf eine Karibikinsel bringen, um nach einem dort verborgenen Dolch zu suchen, auf dem eine Schatzkarte eingraviert ist. Nach der Ankunft teilt der Piratenkapitän ihm mit, dass auch er von der Legende um den Dolch weiß und verlangt von dem Mönch, sein Wissen über das Versteck mit ihm zu teilen. Daraufhin beschwört der Mönch mittels magischer Formeln Horden von kuttentragenden maskierten Bewaffneten herauf und sprengt das Schiff, wodurch Besatzung und Passagiere keine Wahl haben, als sich vor ihren Verfolgern ins Innere der Insel zu retten.
Die maskierten Kämpfer verfolgen die Flüchtenden, wobei sich beide Gruppen in einer Aneinanderreihung von Kämpfen gegenseitig dezimieren. Dabei stellt sich zudem heraus, dass die Maskierten außerdem Kannibalen sind, die Fleisch und Organe ihrer getöteten Gegner verspeisen und von ihrem Anführer, dem Mönch, ausdrücklich dazu ermuntert werden.
Der Kapitän wird gefangen genommen, kann durch die Hilfe der abtrünnigen Kannibalin Tia zunächst entkommen und wird dann doch von den Verfolgern getötet. Tia selbst holt in der Endsequenz den Dolch aus seinem Versteck und wirft ihn vor den Augen des Mönches ins Meer. Der Mönch springt ins Wasser, um den Dolch zu bergen, und wird daraufhin von einem Hai aufgefressen.

## Kritiken
„"Piratenmassaker" ist in jeder Hinsicht unterirdisch schlecht: die "Darsteller" sind peinlich, Regie, Kamera, Schnitt und selbst die wenigen Splattereffekte sind ausnahmslos miserabel, das Drehbuch ist völlig hirn- und sinnlos. Die vorherrschenden Merkmale des Filmes sind Inkompetenz und Langweile, es gibt keine einzige Szene, die nicht ärgerlich ist.“

„Denn was als Kind in der eigenen Phantasie ganz gut klappt (wir kennen das alle, Hut auf, ab in den Wald, und schon sind wir verwegene Seefahrer), hat auf dem Fernsehschirm noch lange nichts zu suchen. Doch nicht nur die kinderspiel-artige Requisite (die aufwendigen Teile stammen aus dem Karneval-Geschäft, der Rest von C&A) und der Stab an hochqualifizierten Laienschauspielern (inklusive saftigem Ruhrpott-Dialekt) stören das Gesamtbild: das Drehbuch stammt, wenn es denn überhaupt existiert, zweifellos von der Rückseite einer Kelloggs-Verpackung. Im Prinzip könnte man sagen, hier stimmt einfach überhaupt nichts.“

## Bedeutung
Piratenmassaker genießt einen hohen Bekanntheitsgrad, der jedoch nicht auf seinen filmischen Qualitäten beruht, sondern auf ihrem Fehlen. Eine nachvollziehbare Handlung oder ein Spannungsbogen existieren nicht, sämtliche Dialoge scheinen weitgehend improvisiert zu sein, eine erkennbare Charakterentwicklung oder auch nur angedeutete Charakterzeichnung der handelnden Personen findet nicht statt und das zusammenhangarme Geschehen ergibt streckenweise keinen Sinn.
Die Schwächen des Films ergeben sich nicht alleine aus dem Drehbuch, sondern auch aus der mangelhaften und nachlässigen Umsetzung. So beginnt der Mönch zu Anfang des Films seine Reise, indem er auf einen verkleinerten Nachbau einer Kogge steigt, der sich eindeutig auf einem größeren Kinderspielplatz oder in einem Vergnügungspark befindet. In den nachfolgenden Szenen, die seine Reise darstellen sollen, werden Aufnahmen zweier völlig verschiedener moderner Segelschiffe zusammengeschnitten mit anderen, die Urlauber in Badebekleidung an Deck einer Segelyacht im Mittelmeer zeigen und Bildern eines schlecht kostümierten Piraten am Steuerrad der Spielplatz-Kogge, wobei sich im Hintergrund gut erkennbar ein Baum befindet.
Der überwiegende Teil des Films spielt sich in einem gewöhnlichen Mischwald ab, der keinerlei Ähnlichkeit zu einer Karibikinsel aufweist. Sämtliche Splatterszenen sind, objektiv betrachtet, extrem dilettantisch, da entweder schlichtweg von außerhalb des Bildes rote Farbe auf die Darsteller gespritzt wird oder die vorgeblich aufgeschlitzten Opfer sich mit den Händen Schlachtabfälle an den Körper drücken. Mehrfach werden Einstellungen wiederverwendet, wodurch Achsensprünge und Anschlussfehler entstehen.
Trotz dieser Mängel, die den gesamten Film prägen und zum Trashfilm machen, ist Piratenmassaker eine kommerzielle Produktion, die ursprünglich vom Video-Label Astro Film auf VHS veröffentlicht und später von Laser Paradise als DVD erneut aufgelegt wurde.